# Hans-Jürgen Dörner
Pour les articles homonymes, voir Dörner.
Hans-Jürgen Dörner, né le 25 janvier 1951 à Görlitz (Allemagne de l'Est) et mort le 19 janvier 2022 à Dresde (Allemagne), est un footballeur est-allemand devenu entraîneur.

## Biographie
En tant que défenseur, il fut international est-allemand à 100 reprises (1969-1985) pour 9 buts. Il est le 2e international le plus capé avec la RDA, derrière Joachim Streich (102 sélections).
Bien qu’ayant commencé en 1969 avec la RDA, il ne participe pas à la Coupe du monde de football de 1974.
Il participa aux Jeux olympiques 1976. Il fut titulaire dans tous les matchs, inscrit 4 buts dans ce tournoi, dont 3 sur penalty : un but contre l’Espagne (but à 46e), un contre l’URSS (but à 59e sur penalty) et deux contre la France (2 buts sur penalty (60e et 68e)). La RDA ainsi que Dörner furent champions olympiques.
Il joua dans un seul club : le SG Dynamo Dresde, de 1968 à 1985. Il fut couronné à trois reprises du titre de meilleur footballeur est-allemand de l’année en 1977, en 1984 et en 1985. Il remporta cinq coupes d’Allemagne de l’Est ainsi que cinq championnats de RDA de football.
En tant qu’entraîneur, il commença en tant que sélectionneur de l’équipe de RDA de football (- 23 ans). Il ne remporta rien avec eux. Il fut l’entraîneur du Werder Brême, ne remportant rien, ni même avec le FSV Zwickau. Avec Al Ahly SC, il remporte la Ligue des champions de la CAF 2001 ainsi que la coupe d’Égypte la même année. Cela constitue ses seuls titres en tant qu’entraîneur. Avec le VfB Leipzig et le Radebeuler BC 08, il ne remporta rien.
Dörner est intronisé dans le Hall of Fame du football allemand (de) en 2019.

## Clubs

### En tant que joueur
- 1969-1985 :  SG Dynamo Dresde

### En tant qu’entraîneur
- 1985-1990 :  RDA (- 23 ans)
- 1996-1997 :  Werder Brême
- 1998-1999 :  FSV Zwickau
- 2000-2001 :  Al Ahly SC
- 2001-2003 :  VfB Leipzig
- 2005-2007 :  Radebeuler BC 08

## Palmarès joueur

### Avec le Dynamo Dresde
- Champion de RDA en 1971, 1973, 1976, 1977 et 1978
- Vainqueur de la Coupe de RDA en 1971, 1977, 1982, 1984 et 1985
- Vice-champion de RDA en 1979, 1980, 1982, 1984 et 1985
- Finaliste de la  Coupe de RDA en 1972, 1974, 1975 et 1978

- 100 sélections et 9 buts entre 1969 et 1985
- Champion Olympique en 1976

### Distinctions individuelles
- Élu meilleur joueur est-allemand de l’année en 1977, 1984 et 1985

## Palmarès entraîneur
- Vainqueur de la Ligue des Champions de la CAF en 2001 avec Al Ahly
- Vainqueur de la Coupe d'Égypte en 2001 avec Al Ahly